# Cybermorph
Cybermorph — шутер со свободным перемещением в трёхмерном мире, выпущенный для платформы Atari Jaguar. Картридж поставлялся в комплекте с игровой приставкой.
Считается, что игра изначально предназначалась для платформы Atari Panther и была портирована на платформу Jaguar, когда проект Atari Panther был отменён.

## Игровой процесс
Игра представляет собой трёхмерный шутер. Игрок пилотирует космический корабль с видом от третьего лица. В игре присутствуют пять уровней, на каждом из которых игрок может исследовать несколько планет. В конце уровня присутствует босс. Цель игрока — захватить потерянные капсулы, рассеянные по разным мирам. Игрока сопровождает компьютерный гид по имени Skylar (лысая зеленая женщина).

## Восприятие
Игра получила награду «игра месяца» от Gamefan. Game Informer Magazine назвал игру одной из лучших для Jaguar. Журнал Electronic Gaming Monthly отметил, что от игры ожидали лучшего: игровой процесс быстро надоедал, а звуковые эффекты слишком часто повторялись.
Продолжение игры, Battlemorph, было выпущено для приставки Atari Jaguar CD.